# Gấu hang châu Âu
Con gấu hang động (Ursus spelaeus) là một loài gấu sống ở châu Âu trong thời Pleistocene và đã tuyệt chủng khoảng 24.000 năm trước trong thời cuối Glacial Maximum.
Cả hai tên "hang động" và tên spelaeus khoa học là vì những hóa thạch của loài này đã tìm thấy chủ yếu trong các hang động, cho thấy rằng gấu hang động có thể đã dành nhiều thời gian hơn trong các hang động hơn so với gấu nâu, trong đó sử dụng các hang động chỉ để ngủ đông. Do đó, trong quá trình thời gian, toàn bộ lớp xương, gần như toàn bộ bộ xương được tìm thấy trong nhiều hang động.